# Tobias Weber (Fußballspieler)
Tobias Weber (* 24. Juni 1995 in Kötzting) ist ein deutscher Fußballspieler.

## Karriere
Nach seinen Anfängen in der Jugend der SpVgg Lam, des SV Arnbruck und der SpVgg Grün-Weiß Deggendorf wechselte er im Sommer 2010 in die Jugendabteilung des 1. FC Nürnberg. Für seinen Verein bestritt er insgesamt 38 Spiele in der B-Junioren-Bundesliga und 10 Spiele in der A-Junioren-Bundesliga. Im Sommer 2014 wurde er in den Kader der zweiten Mannschaft in der Regionalliga Bayern aufgenommen und verbrachte dort insgesamt zwei Spielzeiten. Im Sommer 2016 wechselte er innerhalb der Liga zur SpVgg Bayreuth und verlängerte dort seinen Vertrag mehrfach, zuletzt im Mai 2021.
Am Ende der Spielzeit 2021/22 gelang ihm mit seiner Mannschaft der Aufstieg in die 3. Liga. Dadurch verlängerte sich sein Vertrag um ein weiteres Jahr. Seinen ersten Profieinsatz hatte er am 10. August 2022, dem 3. Spieltag, als er bei der 1:4-Auswärtsniederlage gegen den SV Wehen Wiesbaden in der 75. Spielminute für Daniel Steininger eingewechselt wurde.
Im Juni 2023 verlängerte er seinen Vertrag in Bayreuth um ein weiteres Jahr.

## Erfolge
SpVgg Bayreuth
- Meister der Regionalliga Bayern und Aufstieg in die 3. Liga: 2021/22